# Jamaica nos Jogos Olímpicos de Inverno da Juventude de 2016
A Jamaica participará dos Jogos Olímpicos de Inverno da Juventude de 2016, a serem realizados em Lillehammer, na Noruega com um atleta no bobsled masculino. A participação em Lillehammer é a estreia jamaicana nos Jogos Olímpicos de Inverno da Juventude.

## Bobsleigh

### Masculino
Daniel Mayhew